# Едуард III
Едуард III (на английски: Edward III of England, на френски: Édouard III d'Angleterre; * 13 ноември 1312; † 21 юни 1377) е един от най-успешните английски монарси през Средновековието. Той възстановява кралския авторитет след катастрофалното управление на своя баща – Едуард II и превръща Кралство Англия в една от най-ефективните военни сили в Европа. По време на неговото управление забележително се развиват законодателството и управлението, най-вече английският парламент. Периодът е белязан от опустошителната „черна смърт“ – чумата. Едуард III остава на трона 50 години – никой английски монарх не е управлявал толкова дълго след Хенри III и преди Джордж III.
Едуард е коронясан на 14 години след детронирането на баща му. На 17 години чрез държавен преврат той отстранява своя регент – Роджър Мортимър, и поема властта еднолично. След като побеждава, без да успее напълно да подчини Кралство Шотландия, през 1337 г. той се обявява за законен наследник на френския престол и така започва т. нар. впоследствие Стогодишна война. След няколко временни неуспеха в началото, войната се развива изключително добре за Англия – победите в битката при Креси и битката при Поатие довеждат до особено благоприятния договор от Бретини. По-късните години на управление на Едуард са белязани от международни неуспехи и вътрешни конфликти, най-вече в резултат на неговата инертност и влошено здраве.
Едуард III е бил темпераментен, но и склонен към милосърдие. До голяма степен е бил традиционен крал, най-вече обърнат към военното дело. Бил е високо почитан в своето време и векове след това. Съвременните историци го определят като успешен владетел с много постижения.

## Произход и детство
Едуард се ражда в Уиндзор на 13 ноември 1312 и затова в ранните си години е наричан Едуард Уиндзорски. Син е на крал Едуард II и Изабела Френска, и брат на Джоан Плантагенет.
Управлението на баща му – Едуард II, е напрегнато заради военни разгроми, бунтовни барони и корумпирани придворни, но раждането на мъжки наследник през 1312 временно затвърдждава неговите позиции. Малкият Едуард е обявен за граф на Честър, когато е само на 12 дни. След по-малко от два месеца на негово разположение е предоставено цяло домакинство – прислуга за неговия двор, така че да може да живее като пълнолетен благородник, независим от баща си.

## Крал на Англия (1327 – 1377)

### Регентство. Брак с Филипа д'Авен
На 20 януари 1327, когато младият Едуард е само на 14 години, баща му е детрониран от своята съпруга Изабела Френска и нейния любовник Роджър Мортимър, първи граф на Марч. Синът е коронясан като Едуард III на 1 февруари и му е сформирано регентство, оглавявано от Изабела и Мортимър. Последният е де факто управляващият страната и подлага младия крал на постоянно унижение и незачитане.
На 24 януари 1328 г. Едуард III се жени за Филипа д'Авен. Мортимър е наясно, че положението му е несигурно, особено след като на 15 юни 1330 г. Филипа ражда син на Едуард. Мортимър използва властта, за да присвои редица знатни титли и имоти, много от които са принадлежали на Едмунд ФицАлан (девети граф на Аръндел, останал верен на Едуард II в борбата му срещу Изабел и Мортимър и екзекутиран на 17 ноември, 1326 г.). Алчността и арогантността на Мортимър обаче му печелят много врагове сред благородниците и това не остава скрито за младия крал.
На 19 октомври 1330 г., малко преди 18-ия си рожден ден, Едуард III, заедно с няколко свои доверени лица, организира държавен преврат в Нотингамския замък. Мортимър и майката на Едуард са арестувани. Мортимър е изпратен в Лондонската кула и обесен месец по-късно. Изабела е принудена да се оттегли в замъка Райзинг. С тези драматични събития започва същинското управление на Едуард III.

### Самостоятелно управление

#### Война с Шотландия
Едуард III решава да поднови военните действия с Кралство Шотландия, които неговите баща и дядо са водили с променлив успех. Той отказва да признае подписания по време на регентството му договор от Нортхамптън и така наново предявява претенциите за английско господство над Шотландия, в резултат на което избухва Втората война за шотландска независимост. С намерението да възстанови отстъпеното от Англия, той установява отново контрол над Беруик и спечелва решителна победа в битката при Халидон Хил през 1333 г. срещу войските на младия Дейвид II Шотландски. Едуард III има достатъчно добри позиции, за да постави Едуард Бейлиъл на шотландския престол (Дейвид II е изпратен в изгнание) и да поиска големи компенсации в земи от редица южни графства. Въпреки победите при Дъплин и Халидон, партията на Брус скоро започва да възстановява влиянието си и в края на 1335 г., след битката при Кълблийн, окупацията на Плантагенет започва да среща трудности, а партията на Бейлиъл да губи позиции.
По същото време, през 1336 г. умира братът на Едуард III – Джон Елтам, граф на Корнуол. В своя труд Gesta Annalia историкът Джон Фордън твърди, че Едуард убива брат си при скарване в Пърт, но твърдението му не е подкрепено от други източници.
Въпреки че в операциите срещу Шотландия Едуард III участва с много големи армии, до 1337 г. преобладаващата част от нея е отвоювана от Дейвид II, като само няколко замъка (Единбург, Роксбург, Стърлинг) остават в английско владение. Това не е достатъчно за налагане на властта на Едуард в страната и до 1338/9 г. той е принуден да премине от завоевателна към политика на удържане на позициите.

#### Конфликт с Франция. Начало на Стогодишната война
Едуард III е принуден да води военните действия на два фронта – предизвикателствата от страна на френската монархия му създават не по-малки грижи. Французите създават проблеми на краля в три направления. Първо – те осигуряват постоянна подкрепа на шотландците по силата на франко-шотландско съглашение; Филип VI защитава Дейвид II по време на изгнанието му и подкрепя шотландските набези в Северна Англия. Освен това французите атакуват някои крайбрежни английски градове и така създават слухове в Англия за повсеместна инвазия. Не на последно място, владенията на английския крал във Франция са застрашени – през 1337 г. Филип VI конфискува Херцогство Аквитания и Графство Понтийо.
Вместо да потърси мирно разрешение на конфликта като отдаде васална почит пред френския крал, Едуард III предявява претенции към френската корона в качеството си на единствен жив наследник от мъжки пол на Филип IV Хубави, негов дядо по майчина линия. Френските юристи отказват да признаят претенциите му и обявяват за действителен наследник на Филип IV неговия племенник Филип VI. Така се подготвя сцената за Стогодишната война.
През 1338 г. свещения римски император Лудвиг IV Баварски, обещава своята подкрепа на Едуард III. Резултатите не са твърде впечатляващи. Единствената по-голяма военна победа от този период е английската морска победа в битката при Сльойс на устието на река Шелда във Фландрия на 24 юни 1340, където загиват 16 000 френски войници и моряци.

#### Вътрешни реформи
Междувременно действията на Едуард III подлагат кралството на голям финансов натиск, което води до вътрешни недоволства. В резултат на това, той се връща без предупреждение на 30 ноември 1340 г. Намирайки вътрешните работи на кралството в безредие, той прочиства кралската администрация. Тези мерки не водят до вътрешна стабилност и отношенията между краля и архиепископа на Кентърбъри Джон Стратфорд силно охладняват.
През април 1341 г. Едуард III е принуден от парламента да приеме сериозни ограничения на своите финансови и административни прерогативи. През октомври същата година, кралят отхвърля наложения му статут и архиепископ Стратфорд е политически остракиран. Необичайните условия през 1341 са позволили парламентът да постави под контрол властта на краля, но при нормални условия правомощията на краля в Средновековна Англия са били на практика неограничени и Едуард III се възползва от това.

#### Продължаване на войната с Франция
Победата в морската битка при устието на река Шелда дава контрол на Англия върху Ла Манш. Победите при Креси (1346 г.) и Кале (1347 г.) дават възможност на англичаните да прехвърлят трайно войски на континента. Военните действия са спрени от появата на чумата, но са подновени с повторното английско нахлуване през 1355 г. Английският престолонаследник – Едуард, Черният принц разгромява френската конница при Поатие (1356 г.) и пленява френския крал Жан II. През 1359 г. Черният принц обсажда Париж и победените французи започват мирни преговори. Договорът в Бретини (1360 г.) дава на английската корона огромни области в Северна и Западна Франция.
Войната е подновена през 1369 г., когато войските на третия син на Едуард III – Джон Гонт, започват да завладяват Франция. Чумата обаче отслабва английската военна сила и през 1375 г. Англия губи повечето си завоевания във Франция. Едуард се съгласява с договора от Брюж да остави в английски ръце само крайбрежните градове – Кале, Бордо и Байон.

#### Вътрешна политика. Постижения на управлението
Характерът на английското общество е коренно променен при царуването на Едуард III. Той се поучава от грешките на своя баща и не посяга на връзката си с английските благородници. Наемните войници заместват задължението на феодалите за военна служба като средство за събиране на армия. Облагането на търговията с данъци и на земята става основен източник на финансиране на войните на Едуард. Богатите търговци, както и другите представители на средната класа са редовни участници в парламентарните сесии. Парламентът окончателно е разделен на две Камари – Камара на лордовете (в която членуват бароните, рицарите и духовниците) и Камара на общините (в нея членуват представители на средната класа). Той се събира на сесии, за да осигурява финансирането на военните кампании на краля и за да приема закони. През 1352 г. със закон е дефинирана измяната, създаден е Съдът на Мира, който да подпомага дейността на местните шерифи (1361 г.), а през 1362 г. английският език заменя френския като национален.
Едуард III и благородниците му натрапват романтичното рицарство като техно верую в хода на военните кампании във Франция. Докато рицарите подчертават военната слава обаче, действителността показва цената на войната. Влиянието на църквата е намалено, но Джон Уиклиф оглавява движението за църковна реформа, което е предизвикано от експлоатацията на църквата от краля и папата. През 1348 – 50 г. чумата опустошава населението на Европа. Мощната английска икономика е силно засегната от бързото вдигане на цените и заплатите. Неуспешните военни кампании на Джон Гонт във Франция водят до увеличено данъчно бреме за населението и подкопават популярността на Едуард III.

#### Последни години
През 1369 г. съпругата на краля Филипа умира и той взема Алис Перърс за своя метреса. Поради старческата неспособност на Едуард и болестта на Черния принц, правителството е контролирано от Алис Перърс и ковчежника на краля Уилям Латимър, които се ползват с поддръжката на Джон Гонт. Черния принц умира през 1376 г. и Едуард III прекарва последната година от живота си в мъка по загубения си първороден син.
Едуард III умира на 21 юни 1377 г. в замъка Шийн – Ричмънд (Графство Съри). Погребан е в Уестминстърското абатство.

## Деца
Едуард III и Филипа имат 14 деца:
- Едуард, Черния принц (1330 – 1376)
- Уилям Хотфилд (1337)
- Лайънъл Антверпенски , първи херцог на Кларънс (1338 – 1368)
- Джон Гонт, първи херцог на Ланкастър (1340 – 1399)
- Едмънт Лангли, първи херцог на Йорк (1341 – 1402)
- Томас Уиндзор (1347)
- Уилям Уиндзор (1348) – умира от чума
- Томас Удсток, първи херцог на Глостър (1355 – 1397)
- Изабела Английска (1332 – 1382)
- Жана дьо Куси – умира от чума в Бойон
- Бланш Плантагенет (1342)
- Мери Плантагенет (1344 – 1362)
- Маргарет Плантагенет (1346 – 1361)
- Жана Плантагенет (1351)

## Предшественици
| Едуард III, крал на Англия | Баща: Едуард II, крал на Англия | Дядо по бащина линия: Едуард I, крал на Англия | Прадядо по бащина линия: Хенри III, крал на Англия                     |
| Едуард III, крал на Англия | Баща: Едуард II, крал на Англия | Дядо по бащина линия: Едуард I, крал на Англия | Прабаба по бащина линия: Елеонор Прованска                             |
| Едуард III, крал на Англия | Баща: Едуард II, крал на Англия | Баба по бащина линия: Елинор Кастилска         | Прадядо по бащина линия: Фердинанд III, крал на Кастилия, крал на Леон |
| Едуард III, крал на Англия | Баща: Едуард II, крал на Англия | Баба по бащина линия: Елинор Кастилска         | Прабаба по бащина линия: Жана дьо Дамартен                             |
| Едуард III, крал на Англия | Майка: Изабела Френска          | Дядо по майчина линия: Филип IV                | Прадядо по майчина линия: Филип III                                    |
| Едуард III, крал на Англия | Майка: Изабела Френска          | Дядо по майчина линия: Филип IV                | Прабаба по майчина линия: Исабела Арагонска                            |
| Едуард III, крал на Англия | Майка: Изабела Френска          | Баба по майчина линия: Жана I Наварска         | Прадядо по майчина линия: Анри I дьо Наварски                          |
| Едуард III, крал на Англия | Майка: Изабела Френска          | Баба по майчина линия: Жана I Наварска         | Прабаба по майчина линия: Бланш дьо Артоа                              |